# 吉井巌
吉井巌（よしい いわお、1922年 -1995年 ）は、国文学者。大阪に生まれる。京都大学文学部を卒業。国文学を専攻。帝塚山学院大学教授。
『古事記』を中心とした『記紀』系譜の研究が有名で、特に『上宮記』一伝にいう、継体天皇の父系の祖であるホムタワケが通常応神天皇とされるところを、垂仁天皇の子・誉津別命と解釈したことはよく知られる（『天皇の系譜と神話 二』）。また王朝交代説において応神天皇が始祖的な大王とされたのに対し、いち早く応神天皇の始祖性を否定する見解を示した（『天皇の系譜と神話 一』）。『ヤマトタケル』においては、ヤマトタケルの伝承のそれぞれがヤマトタケルの別名と密接に結びついていることに注目し、その名前に関連して述べられた伝承を１人の英雄像として統合する形で生まれたのが『記紀』におけるヤマトタケルであると論じた。なお阿川弘之の「雲の墓標」は戦時中の吉井の日記を基に書かれたものであると大浜巌比古の「万葉幻視行」解説で坂本信幸が記している。

## 著作
- 『天皇の系譜と神話 （一）』塙書房（1967.11）
- 『天皇の系譜と神話 （二）』塙書房（1976.6）
- 『ヤマトタケル』学生社（1977.9、2004.11）
- 『万葉集への視角』和泉書院（1990.10）
- 『記紀万葉論叢』塙書房（1992.7）
- 『天皇の系譜と神話 （三）』塙書房（1992.11）

## 関連書
- 『日本古典の眺望 吉井巌先生古希記念論集』桜楓社（1991.1）